# دلفين دي نوسينجان
دلفين غوريو ، زوجة البارون دي نوسينجان، وهي شخصية في الملهاة الإنسانية لأونوريه دي بلزاك؛ حيث تبدأ مغامراتها في الأب غوريو. 
هي ابنة صانع الشعرية جون جواكيم غوريو، وُلدت في 1792، لها أخت كبيرة وهي أناستاسي دي ريستوه. والأختين تضمران الكراهية والغيرة لبعضهما البعض.

## التسلسل الزمني في الملهاة الإنسانية
- 1819: ظهرت دلفين دي نوسينجان لأول مرة في الأب غوريو ، وكانت زوجة البارون فريديريك دي نوسينجان الذي تزوجته في عام 1808.

هذا الرجل الغني لم يكن يعطيها مالا إلا لاحتياجاتها الضرورية فقط ؛ لذلك كانت دلفين دائما تبحث عن المال. وجائت إلي والدها وانتزعت منه آخر ما كان يملكه لتدفع ديونها لدي جوزباك التي تكبدتها بسبب عشيقها هنري دي مارساي. ودعم المعاملة السيد دارفيل .
أصبحت العشيقة لأوجين دي راستينياك ، وكانت تقابله في الشقة التي جهزها والدها لطيري الحب ظناً منه انه سيثكمل باقي أيامه معهم، ولكن خابت آماله فيما بعد. 
وكانت دلفين مشغولة تماماً لتجعل فيكومتيس دي بوسيون تستضيفها، والتي كانت تحكم كل باريس. وحيث الصالون في فوبورج سانت جيرمين لا يُفتح إلا للشخصيات ذات الألقاب القيمة والموروثة، وهو ما لم يكن لدي دلفين فهي من عامة الشعب. اصطحبها أوجين دي راستينياك إلي حفلة وداع الفيكومتيسة التي كانت ستترك باريس بسبب فشل علاقتها العاطفية مع الماركيز دي أدجودا بونيتو وهجره لها وزواجه من أخرى.
- 1821 : ذهبت إلي الأوبرا مع أوجين دي راستينياك في أوهام ضائعة ، وذلك في مقصورة الدوقة دي لانجيه. بفضلها نجح راستينياك في شق طريقه إلي المجتمع الراقي.